# Línea 560 (Interurbanos Madrid)
La línea 560 de la red de autobuses interurbanos de Madrid une Pozuelo de Alarcón con Alcorcón.

## Características
Esta línea une entre sí las localidades de Pozuelo de Alarcón y Alcorcón a través de la M-502 y la A-5.
La línea mantiene los mismos horarios todo el año (exceptuando las vísperas de festivo y festivos de Navidad).
Está operada por Avanza Movilidad Integral mediante la concesión administrativa VCM-601 - Madrid – Pozuelo de Alarcón –  Majadahonda – Alcorcón (Viajeros Comunidad de Madrid) del Consorcio Regional de Transportes de Madrid.

## Horarios
| Lunes a viernes laborables | Lunes a viernes laborables | Sábados laborables, domingos y festivos | Sábados laborables, domingos y festivos |
| Pozuelo > Alcorcón         | Alcorcón > Pozuelo         | Pozuelo > Alcorcón                      | Alcorcón > Pozuelo                      |
| 07:18                      | 06:30                      | 08:50                                   | 08:00                                   |
| 08:06                      | 07:18                      | 10:30                                   | 09:40                                   |
| 08:54                      | 08:06                      | 12:10                                   | 11:20                                   |
| 09:42                      | 08:54                      | 13:50                                   | 13:00                                   |
| 10:30                      | 09:42                      | 17:10                                   | 14:40                                   |
| 11:18                      | 10:30                      | 18:50                                   | 16:20                                   |
| 12:06                      | 11:18                      | 20:30                                   | 18:00                                   |
| 12:54                      | 12:06                      |                                         | 19:40                                   |
| 13:42                      | 12:54                      |                                         |                                         |
| 14:30                      | 13:42                      |                                         |                                         |
| 15:25                      | 14:34                      |                                         |                                         |
| 16:17                      | 15:26                      |                                         |                                         |
| 17:09                      | 16:18                      |                                         |                                         |
| 18:01                      | 17:10                      |                                         |                                         |
| 18:53                      | 18:02                      |                                         |                                         |
| 19:45                      | 18:54                      |                                         |                                         |
| 20:37                      | 19:46                      |                                         |                                         |
| 21:30                      | 20:38                      |                                         |                                         |

## Recorrido y paradas

### Sentido Alcorcón
| Código | Parada                                     | Común con                                                                   | Conexiones con Metro y Cercanías | Municipio          | Zona |
| ------ | ------------------------------------------ | --------------------------------------------------------------------------- | -------------------------------- | ------------------ | ---- |
| 09344  | Pza. Italia - Patronato Deportivo          | 658                                                                         |                                  | Pozuelo de Alarcón |      |
| 11098  | Av. Italia - Manises                       | 658                                                                         |                                  | Pozuelo de Alarcón |      |
| 06277  | Av. Juan XXIII - Colegios                  | 656 658 815                                                                 |                                  | Pozuelo de Alarcón |      |
| 06278  | Av. Juan XXIII - Severo Mª Agustín         | 563 656 815 3                                                               |                                  | Pozuelo de Alarcón |      |
| 09052  | C.º Huertas - Cruz Roja                    | 650A 656 815 3                                                              |                                  | Pozuelo de Alarcón |      |
| 09377  | Mártires Oblatos - Av. Juan XXIII          | 650A 656 815 2                                                              |                                  | Pozuelo de Alarcón |      |
| 06279  | Av. Juan Pablo II - Portugalete            | 650A 656 815                                                                |                                  | Pozuelo de Alarcón |      |
| 06280  | Av. Juan Pablo II - Patones                | 650A 656 658 815                                                            |                                  | Pozuelo de Alarcón |      |
| 09048  | Av. Pablo VI - Chinchón                    | 650A 657 657A 658 815                                                       |                                  | Pozuelo de Alarcón |      |
| 06883  | Av. Pablo VI - Rumanía                     | 657 815 2                                                                   |                                  | Pozuelo de Alarcón |      |
| 08717  | Ctra. M502 - Est. Pozuelo Oeste            | 561 561B 562 658 2                                                          | Pozuelo Oeste                    | Pozuelo de Alarcón |      |
| 16950  | Ctra. M502 - Est. Somosaguas Centro        | 561 561B 562 564 658                                                        | Somosaguas Centro                | Pozuelo de Alarcón |      |
| 08707  | Ctra. M502 - Pinar De Somosaguas           | 561 561B                                                                    |                                  | Pozuelo de Alarcón |      |
| 08665  | Av. Radio Y Televisión - Ctra. M502        | 561 561A 561B 563                                                           |                                  | Pozuelo de Alarcón |      |
| 08661  | Av. Radio Y Televisión - Prado Del Rey     | 561 561A 561B 563                                                           | Prado del Rey                    | Pozuelo de Alarcón |      |
| 08663  | Ctra. M502 - Colonia Los Ángeles           | 561 561A 561B 563                                                           | Colonia de los Ángeles           | Pozuelo de Alarcón |      |
| 08659  | Ctra. M502 - Est. Prado De La Vega         | 561 561A 561B 562 563 564                                                   | Prado de la Vega                 | Pozuelo de Alarcón |      |
| 08708  | Ctra. M502 - Urb. Los Ángeles              | 561 561A 561B 562 563 564                                                   |                                  | Pozuelo de Alarcón |      |
| 08653  | Ctra. M502 - Gta. Arroyo Meaques           | 561 561A 561B 562 563 564 571 572 573 574                                   |                                  | Pozuelo de Alarcón |      |
| 08410  | Ctra. Cchel. A Aravaca - Colonia Jardín    | 561 561A 561B 562 563 564 571 572 573 574 591                               | Colonia Jardín                   | Madrid             |      |
| 900    | P.º Extremadura - Av. Aviación             | 39                                                                          |                                  | Madrid             |      |
| 50047  | P.º Extremadura - Cuatro Vientos           | 495 511 512 513 514 516 517 518 521 522 523 524 525 528 534 538 539 551 581 | Cuatro Vientos                   | Madrid             |      |
| 08376  | Ctra. A-5 - Museo del Aire y del Espacio   | 511 512 513 514 516 517 518 521 522 523 524 525 528 534 538 539             |                                  | Madrid             |      |
| 08542  | Av. Lisboa - Est. San José De Valderas     | 511 513 520 2                                                               | San José de Valderas             | Alcorcón           |      |
| 08525  | Av. Lisboa - Centro De Salud               | 513 2                                                                       |                                  | Alcorcón           |      |
| 08520  | Av. Lisboa - Piscinas                      | 513 2                                                                       |                                  | Alcorcón           |      |
| 08505  | Av. Leganés - Av. Cantarranas              | 450                                                                         |                                  | Alcorcón           |      |
| 08507  | Av. Leganés - Est. Parque Lisboa           | 450                                                                         | Parque Lisboa                    | Alcorcón           |      |
| 08432  | Av. Alcalde José Aranda - Maestro Victoria | 514 520 1                                                                   |                                  | Alcorcón           |      |
| 08490  | Av. Alcalde Jose Aranda - Colegio          | 514 1                                                                       |                                  | Alcorcón           |      |

### Sentido Pozuelo de Alarcón
| Código | Parada                                   | Común con                                                                   | Conexiones con Metro y Cercanías | Municipio          | Zona |
| ------ | ---------------------------------------- | --------------------------------------------------------------------------- | -------------------------------- | ------------------ | ---- |
| 08489  | Av. Alcalde José Aranda - Av. Polvoranca | 510 514 1                                                                   |                                  | Alcorcón           |      |
| 08430  | Av. Alcalde J. Aranda - Olímpica C. Puig | 514 520 1                                                                   |                                  | Alcorcón           |      |
| 08508  | Av. Leganés - Est. Parque Lisboa         | 450                                                                         | Parque Lisboa                    | Alcorcón           |      |
| 08506  | Av. Leganés - Av. Lisboa                 | 450                                                                         |                                  | Alcorcón           |      |
| 20619  | Av. Lisboa - Porto Lagos                 | 510 513 2                                                                   |                                  | Alcorcón           |      |
| 08521  | Av. Lisboa - Portocristo                 | 510 513 2                                                                   |                                  | Alcorcón           |      |
| 08526  | Av. Lisboa - Carballino                  | 510 513 2                                                                   |                                  | Alcorcón           |      |
| 08543  | Av. Lisboa - Est. San José De Valderas   | 510 511 513 520 2                                                           | San José de Valderas             | Alcorcón           |      |
| 08377  | Ctra. A-5 - Museo del Aire y del Espacio | 511 512 513 514 516 517 518 521 522 523 524 525 528 534 538 539             |                                  | Madrid             |      |
| 08464  | P.º Extremadura - Cuatro Vientos         | 495 511 512 513 514 516 517 518 521 522 523 524 525 528 534 538 539 551 581 | Cuatro Vientos                   | Madrid             |      |
| 910    | P.º Extremadura - Fuente De Lima         | 39                                                                          |                                  | Madrid             |      |
| 4303   | Campamento                               | H 562 564                                                                   | Campamento                       | Madrid             |      |
| 08458  | Av. Poblados - Empalme                   | 561 561A 561B 562 563 564 571 572 574 591                                   | Empalme                          | Madrid             |      |
| 08409  | Ctra. Cchel. A Aravaca - Colonia Jardín  | 510A 532 561 561A 561B 562 563 564 571 572 573 574 591                      | Colonia Jardín                   | Madrid             |      |
| 08654  | Ctra. M502 - Urb. Los Ángeles            | 561 561A 561B 562 563 564 571 572 573 574                                   |                                  | Pozuelo de Alarcón |      |
| 08658  | Ctra. M502 - Est. Prado De La Vega       | 561 561A 561B 562 563 564                                                   | Prado de la Vega                 | Pozuelo de Alarcón |      |
| 08662  | Ctra. M502 - Colonia Los Ángeles         | 561 561A 561B 563                                                           | Colonia de los Ángeles           | Pozuelo de Alarcón |      |
| 08660  | Ctra. M502 - Prado Del Rey               | 561 561A 561B 563                                                           | Prado del Rey                    | Pozuelo de Alarcón |      |
| 08706  | Ctra. M502 - Pinar De Somosaguas         | 561 561B                                                                    |                                  | Pozuelo de Alarcón |      |
| 08711  | Ctra. M502 - Est. Somosaguas Centro      | 561 561B 562 564 658                                                        | Somosaguas Centro                | Pozuelo de Alarcón |      |
| 08716  | Ctra. M502 - Est. Pozuelo Oeste          | 561 561B 562 658 3                                                          | Pozuelo Oeste                    | Pozuelo de Alarcón |      |
| 08698  | Ctra. M502 - Antena Radio Madrid         | 561 561B 562 658 3                                                          |                                  | Pozuelo de Alarcón |      |
| 06884  | Av. Pablo VI - Rumanía                   | 561 561A 561B 562 650B 657 658 815 1 3                                      |                                  | Pozuelo de Alarcón |      |
| 09047  | Av. Pablo VI - París                     | 561 561A 561B 562 566 650B 657 657A 658 815 1 2 3                           |                                  | Pozuelo de Alarcón |      |
| 17666  | Av. Valdenigrales - Av. España           | 650B 656 658 815                                                            |                                  | Pozuelo de Alarcón |      |
| 17667  | Av. España - Urb. Santa Teresa           | 650B 656 658 815                                                            |                                  | Pozuelo de Alarcón |      |
| 09051  | Av. España - Pza. España                 | 650B 656 815                                                                |                                  | Pozuelo de Alarcón |      |
| 11671  | Av. Juan XXIII - Av. Juan Pablo II       | 650B 815                                                                    |                                  | Pozuelo de Alarcón |      |
| 15696  | Av. Juan XXIII - Mártires Oblatos        | 650B 815                                                                    |                                  | Pozuelo de Alarcón |      |
| 08687  | Av. Juan XXIII - Severo Mª Agustín       | 563 815 2                                                                   |                                  | Pozuelo de Alarcón |      |
| 06297  | Av. Juan XXIII - Colegios                | 656 658                                                                     |                                  | Pozuelo de Alarcón |      |
| 11099  | Av. Italia - Manises                     | 658                                                                         |                                  | Pozuelo de Alarcón |      |
| 09344  | Pza. Italia - Patronato Deportivo        | 658                                                                         |                                  | Pozuelo de Alarcón |      |